# Agoliinus tanakai
Agoliinus tanakai är en skalbaggsart som beskrevs av Masumoto 1981. Agoliinus tanakai ingår i släktet Agoliinus och familjen Aphodiidae. Inga underarter finns listade i Catalogue of Life.